# Puerta del Estiércol

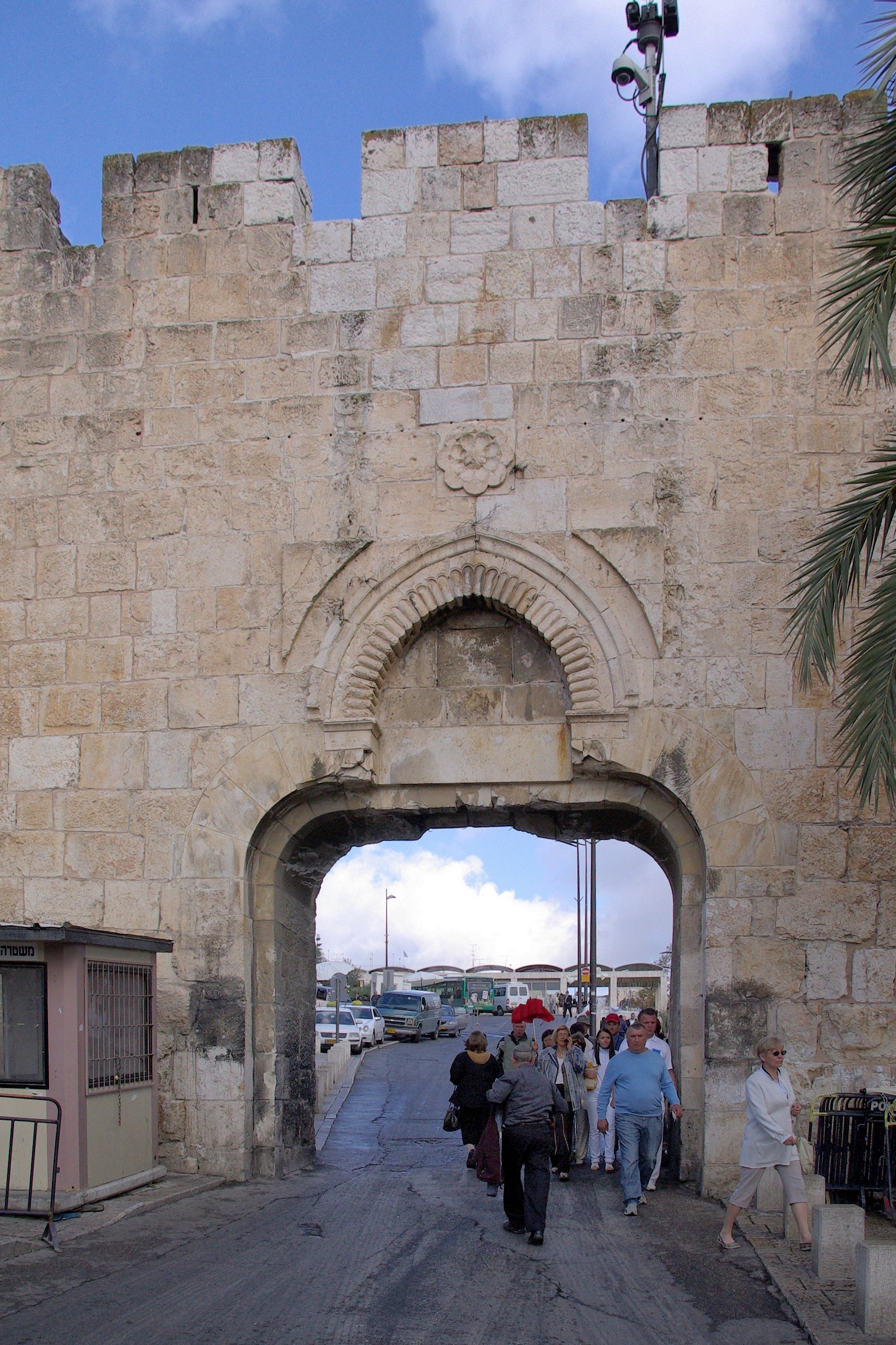
La Puerta del Estiércol.

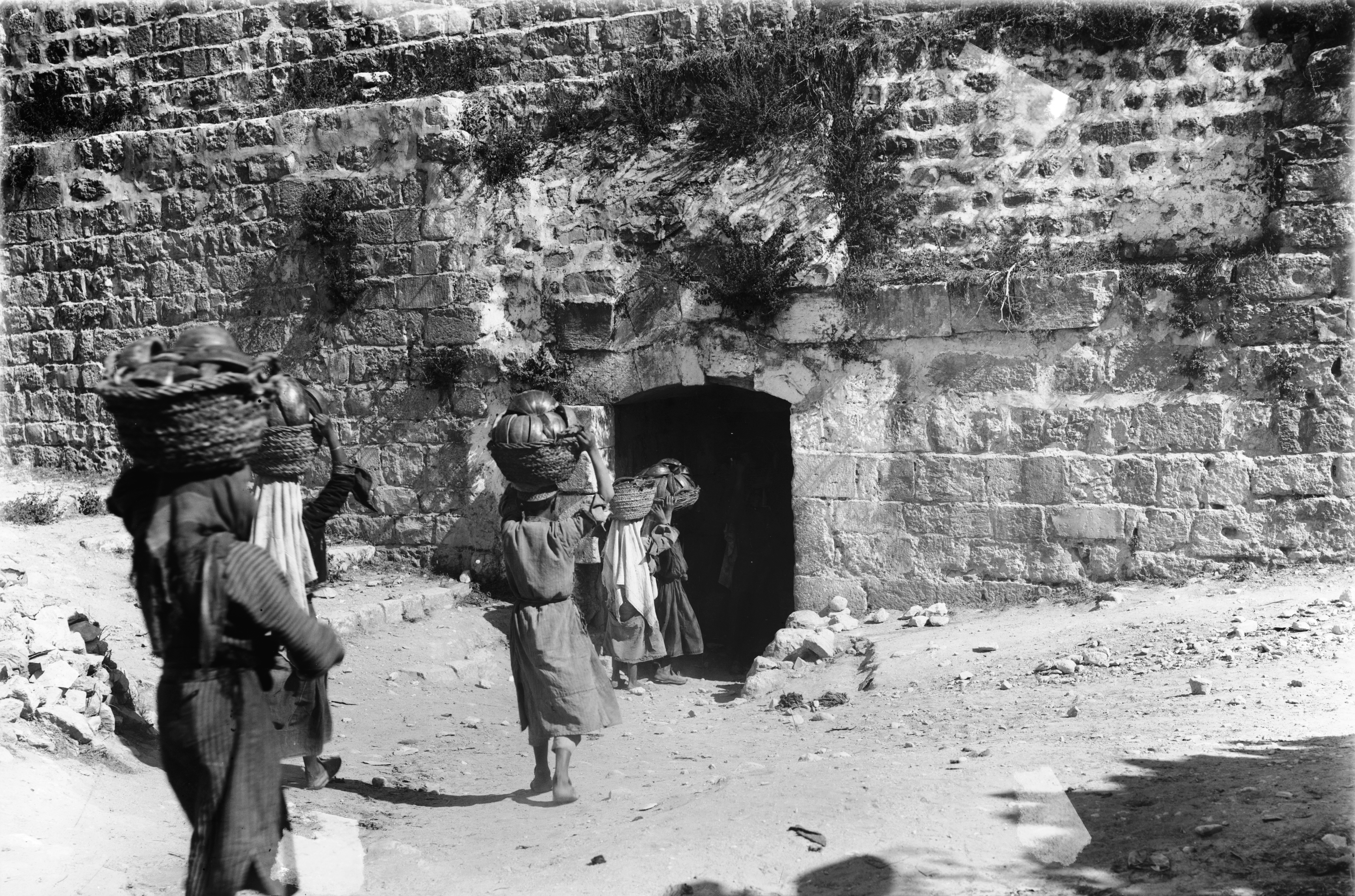
La puerta antes de 1952.

La Puerta del Estiércol (שער האשפות, Sha'ar Ha'ashpot), puerta de los Marroquíes o puerta Mugrabí, es una entrada de las murallas que rodean la Ciudad Vieja de Jerusalén. Está situada cerca del ángulo sureste de la fortificación, en el Barrio Judío de la ciudad.
En las proximidades de la puerta se encuentran el Monte del Templo y también el Muro de las Lamentaciones.
La primera mención de la puerta fue en el Libro de Nehemías (Ne III|13-14) y su nombre se debe al hecho de que por esta puerta se transportaban los desechos en dirección al barranco de Hinón (Gehena).
Bajo el dominio musulmán la puerta fue bautizada como Bab El Magharbeh («Puerta de los Marroquíes») dado que se encontraba a proximidad del antiguo Barrio Marroquí. Este barrio fue destruido por las autoridades judías en junio de 1967, y su área incorporada al Barrio Judío.
El tamaño original de la puerta era más modesto, y la puerta fue ampliada bajo el control jordano en 1952 con la caída de la ciudad en manos jordanas en 1948. Después de la toma del Este de Jerusalén por los israelíes en 1967 la puerta fue reformada por el arquitecto Shlomo Aronson.